# Bomberman (jeu vidéo, 1990)
Pour les articles homonymes, voir Bomberman (homonymie).
Bomberman (ボンバーマン, Bonbāman, en japonais) est un jeu vidéo d'action-réflexion, développé et édité par Hudson Soft en 1990. Initialement sorti sur PC-Engine, il a été adapté en 1992 sur Amiga, Atari ST et PC (DOS) sous le titre Dyna Blaster.
Ce nouvel épisode de la série Bomberman est à différencier des précédentes versions, sorties à partir de 1983. Le jeu inaugure de nouveaux éléments de gameplay, propose un mode solo à l'histoire inédite et implémente un mode multijoueur jouable à cinq en simultané, une première dans l'histoire de la série.

## Système de jeu

### Concept
Le concept de Bomberman tient du jeu de labyrinthe. Le joueur contrôle le personnage dans des décors représentés en vue de dessus et formant un réseau alambiqué de galeries; le but du jeu est de se débarrasser des ennemis en posant des bombes à retardement. Le principe, qui requiert sens tactique et synchronisation, prend toute sa dimension en mode multijoueur.

### Mode solo
La petite amie de Bomberman s'est fait kidnapper par Black Bomberman . Pour rejoindre le château de son ennemi, Bomberman doit traverser 8 régions divisées en 8 sections, soit un total de 64 niveaux de jeu.

#### Les niveaux
Les niveaux peuvent être comparés à un tablier, avec des rangées de blocs indestructibles positionnés toutes les deux cases et, pour le reste, soit des cases vides, soit des cases occupées par des obstacles destructibles. Les niveaux peuvent être affichés en intégralité à l'écran ou s'étendre sur plusieurs écrans en largeur ou en hauteur via un scrolling. Terminer un niveau consiste à se débarrasser de tous les ennemis présents sur l'aire de jeu et à trouver le téléporteur dissimulé sous un élément destructible. Bomberman meurt s'il entre en contact avec un ennemi, s'il est atteint par une explosion ou s'il ne termine pas le niveau avant la fin du temps imparti (4 minutes). La disposition des éléments (obstacles, ennemis, pièges, power up et téléporteur) est générée aléatoirement et varie d'une partie à une autre. Un système de mot de passe permet de sauvegarder la progression.

#### Les bombes
Les bombes explosent environ deux/trois secondes après avoir été posées. L'explosion, contenue par les blocs indestructibles (qui forment des barrières de protection), se propage au plus dans quatre directions (en forme de « + »). Le front de flamme détruit les obstacles et les ennemis qu'il rencontre. Si au départ une seule bombe peut être posée à la fois et que la portée de l'explosion se limite à trois cases, au fur et à mesure des power ups viennent augmenter ces caractéristiques, renforçant la puissance de feu et élargissant les possibilités tactiques. Il devient par exemple possible de générer des réactions en chaîne pour multiplier la probabilité de toucher les ennemis (l'explosion d'une première bombe déclenche celle de la seconde, qui déclenche celle de la troisième, etc.).

#### Les ennemis
Le jeu propose différents types d'ennemis, au comportement variable. Certains suivent un parcours prédéterminé, d'autres prennent en compte la position du héros, voir le traquent inlassablement. Ils peuvent être contraints à se déplacer dans les limites de l'espace vide ou au contraire, être capables de passer au-dessus des obstacles. Ils se méfient également plus ou moins des bombes. Le 8e niveau de chaque section constitue un challenge particulier avec un (des) adversaire(s) inédit(s) et plus coriaces, qu'il faut toucher à répétition pour les défaire.

#### Lespower-ups
Chaque niveau dissimule un power-up qui modifie les caractéristiques du personnage ou des bombes :
- la flamme jaune : augmente de deux cases l'amplitude de l'explosion (de 3 à 11)
- la bombe en plus : augmente d'une unité le nombre de bombes que le personnage peut poser simultanément (de 1 à 5)
- le détonateur : permet de faire exploser les bombes au moment voulu
- les patins à roulettes accélèrent les déplacements du personnage
- le passe-muraille permet au personnage d'enjamber les éléments destructibles du décor
- le passe-bombe permet au personnage de passer par-dessus les bombes (par défaut, une bombe posée est un obstacle infranchissable)
- la combinaison anti-feu rend le personnage invulnérable aux explosions pendant un temps limité
- l'îcone professeur constitue un important bonus de points. Il est obtenu par chance, en détruisant le bloc dissimulant le téléporteur après avoir détruit tous les autres blocs du niveau.

Après un game over, toutes les caractéristiques sont remises à zéro.

### Mode multijoueur
Le mode « battle » permet à cinq joueurs de participer simultanément (quatre sur PC). Chaque joueur joue pour son compte (en théorie) et cherche à défaire les personnages contrôlés par les autres participants. Le dernier survivant remporte la manche. Le vainqueur final est désigné au terme d'un nombre défini de manches gagnantes (de 1 à 5). Deux modes sont disponibles : normal et skull. Dans ce dernier, des items symbolisant un crâne font leur apparition; ceux-ci apportent un handicap, défini aléatoirement, qui rend les parties plus incertaines encore (réduction ou accélération radicale de la vitesse de déplacements, posage automatique des bombes, etc.).
Un accessoire est nécessaire pour raccorder plus de deux contrôleurs : le Turbo Tap sur PC-Engine et un quadrupleur de joystick sur micros (inclus avec le jeu), le cinquième joueur héritant du clavier.

## Équipe de développement
- Game Designer : Tsukasa Kuwahara
- Programmeur principal : Atsuo Nagata
- Programmeur secondaire : Wrecker Muroya
- Concepteur de graphismes : Hideyuki Ogura, Mika Sasaki
- Compositeurs des musiques : Atsuchi Chikuma
- Programmeur du son : Keita Hoshi

## Exploitation et réception

Autres logos.

Bomberman est sorti sur PC-Engine le 7 décembre 1990 au Japon et au printemps 1991 en Europe. Les versions Amiga, Atari ST et PC, ont été distribuées par Ubisoft au printemps 1992 en Europe. Une version Sharp X68000, développée par SystemSoft, a également vu le jour au Japon.
Bomberman a été apprécié pour son concept simple et addictif, particulièrement en mode multijoueur. À l'époque, peu de titres étaient jouables à 4 ou 5 simultanément. Dans un registre très similaire, il y avait Bug Bomber (1992). Le portage sur Amiga est jugé identique à la version originale. Un moindre désagrément des versions micros, devenu caduc avec l'émulation, est l'absence de gestion du second bouton des joysticks, ce qui oblige le joueur à recourir à la barre d'espace pour utiliser le détonateur.
- Amiga Format 87% • C+VG 93% • CU Amiga 84% • Génération 4 90% • Tilt 16/20

## À noter
Sur micro-ordinateurs, le jeu a été annoncé et parfois testé sous le titre Bomberman. Le titre finalement retenu, Dyna Blaster, a également été utilisé en Europe pour qualifier Bomber Boy sur Game Boy (1990, Atomic Punk aux États-Unis), Bomberman sur borne d'arcade M90 (1991) et Bomberman II sur NES (1991).